# 風を見た少年
『風を見た少年』（かぜをみたしょうねん）は、1983年1月に刊行されたC・W・ニコルによる長編小説。

## 概要
C・W・ニコルが初めて日本語で書いた長編ファンタジー作品。

## あらすじ
新黄金龍帝国の独裁者・ブラニックに制圧されたハンベルの町に住む、物理学者・フリッツ博士の息子・アモンは、不思議な力を持っていた。だが、ブラニックはそれを軍事利用しようとアモンの両親を殺害し、アモンも空飛ぶ戦艦に幽閉されてしまう。アモンは内なる声で脱出に成功して逃避行の旅に出る。

## 書誌情報
- Nicol, C. W.『風を見た少年』クロスロード、1983年1月。ASIN 4906125085。ISBN 4-906125-08-5。 NCID BN06901986。OCLC 29307942。全国書誌番号:84053728。
- Nicol, C. W.『風を見た少年』講談社〈講談社文庫〉、1987年7月8日。ASIN 4061840568。ISBN 4-061840-56-8。 NCID BA46804495。OCLC 31312914。全国書誌番号:87052800。
- Nicol, C. W.『風を見た少年』講談社〈講談社英語文庫〉、1990年6月8日。ASIN 4061860593。ISBN 4-061860-59-3。OCLC 674402711。全国書誌番号:90036034。
- Nicol, C. W.『風を見た少年』（新装版）講談社〈講談社文庫〉、2000年6月15日。ASIN 4062649381。ISBN 4-062649-38-1。OCLC 47270208。全国書誌番号:20073672。

## アニメ映画
『風を見た少年 The Boy Who Saw The Wind』（かぜをみたしょうねん ザ ボーイ フー ソウ ザ ウィンド）は、2000年7月22日に公開された劇場用アニメ映画作品。

### 概要（映画）
本作を映画化したファンタジー映画で、Chapter.1「不思議な少年」・Chapter.2「〈風の民〉と〈黄金龍の民〉」・Chapter.3「〈海の民〉の少女マリア」・Chapter.4「戦いの時」の4部構成である。 

### あらすじ（映画）
ハンベルの街は新黄金龍帝国の独裁者・ブラニックに制圧されていた。その街に住む不思議な力を持つ風の末裔「アモン」はある日、重傷の生き物を助けるため、手から黄金色の光を出してその傷を治してしまった。彼の父・フリッツ博士はこれを使って未知のエネルギーを開発することを決心する。
そして、未知のエネルギーが完成したとき、ブラニックの魔の手が迫ってきていた。

### 登場人物
- アモン - 安達祐実
- マリア - 前田亜季
- ルチア - 戸田恵子
- タバル - 原田大二郎
- レーニック - つのだ☆ひろ
- フリッツ - あおい輝彦
- マーゴ - 原日出子
- 金鷲 - 石田太郎
- サリシュミ - 有川博
- ウルス - 山谷初男
- モニカ - 夏木マリ
- ブラニック - 内藤剛志
- リオネス - 緒方文興
- ニコ - 田野恵
- 鈴木泰明
- 石川静
- 清川元夢
- 東美江
- 津田英三
- 松本大
- むたあきこ
- 堀田智之
- 萩原えみこ
- 菊地銀次郎
- 大原さやか
- 石丸純
- 阿部光子
- 渡辺健太
- 成田隆弘
- 増田敦
- 熱田秀男
- 今井耕二
- 山岸功
- 花輪英司
- 俳協

### スタッフ
- 製作 - 日立マクセル、プルミエ・インターナショナル、増田久雄
- 製作総指揮 - 佐藤東里
- 原作 - C.W.ニコル（「風を見た少年」講談社文庫刊）
- 脚本 - 成島出
- 音楽 - 寺嶋民哉
  - 演奏 - チェコ・フィルハーモニー室内管弦楽団
  - 指揮者 - Mario Klemens
- 主題歌 - REBECCA 「神様と仲なおり」
- アシスタントプロデューサー - 臼井正明、安崎康博
- プロデューサー - 糖谷豊、小沢十光、空閑由美子
- キャラクターデザイン - 前田実
- 美術 - 荒井和浩
- 撮影監督 - 長谷川肇
- 録音監督 - 瀬川徹夫
- 編集 - 関一彦
- デジタルデザイン - 西山仁
- 色彩設計 - 歌川律子
- 絵コンテ - 篠原俊哉
- 助監督 - 佐藤豊、雄谷将仁
- 作画監督 - 前田実、村田雅彦、田村一彦
- 作画監督補 - 阿部紘、篠原俊哉
- 動画検査 - みやたともこ、白川宏
- 色指定 - 歌川律子、児玉尚子
- 特殊効果 - 林好美
- 音響効果 - 倉橋静男（サウンドボックス）
- サウンドエンジニア - 浅梨なおこ、大野映彦
- 音響演出 - 高寺雄（テクノサウンド）
- 音響協力 - 岩波昌志
- アニメーション制作 - ブレインズ・ベース
- アニメーション監督 - 篠原俊哉
- 総監督 - 大森一樹

### 主題歌
「神様と仲なおり」
作詞 - NOKKO / 作曲 - 土橋安騎夫 / 編曲・歌 - REBECCA（イーストウエスト・ジャパン）